# Twarzą w twarz (włosko-hiszpański film 1967)
Twarzą w twarz (wł. Faccia a faccia, hiszp. Cara a cara) – włosko-hiszpański spaghetti western z 1967 roku w reżyserii Sergia Sollimy.
Film odniósł ogromny sukces w Europie i został pochwalony przez krytyków oraz znawców gatunku za fabułę i grę aktorską, choć krytykowano także sposób przedstawienia postaci Fletchera.

## Fabuła
Dr. Anthony Stevens to szanowany, intelektualny profesor historii, który pracuje w małym miasteczku na Dzikim Zachodzie. Jest osobą spokojną, kulturalną, niemającą doświadczenia w brutalnym świecie, który go otacza. Jego życie zmienia się, gdy zostaje porwany przez bandę przestępców, której liderem jest „Ciemny” – bezwzględny bandyta i morderca. Z czasem Stevens zostaje zmuszony do przyjęcia roli pomocnika wśród bandytów.
W wyniku tego doświadczenia, Stevens zaczyna przechodzić transformację. Jego postawa i osobowość ulegają przemianie – z początkowego intelektualisty i uczonego staje się coraz bardziej brutalny i bezwzględny. W tym samym czasie postać „Ciemnego” również zostaje ukazana w bardziej złożony sposób – początkowo traktowany jako czysty antagonista, z czasem ujawnia się jego wewnętrzna walka i dylematy moralne.
Film eksploruje temat moralności, natury zła oraz przemiany jednostki, która staje w obliczu ekstremalnych sytuacji. Główna postać, początkowo pełna ideałów, staje się coraz bardziej zbliżona do brutalnych bandytów, co stanowi centralny motyw filmu.

## Obsada
- Gian Maria Volonté – Brad Fletcher
- Tomás Milián – Solomon „Beauregard” Bennet
- William Berger – Charlie Sirringo
- Gianni Rizzo – Williams
- Ángel del Pozo – Maximilian de Winton
- Jolanda Modio – Maria
- Carole André – Cattle Annie
- Aldo Sambrell – Zachary Shot
- Nello Pazzafini – Vance
- José Torres – Aaron Chase
- Linda Veras – Cathy
- Frank Braña – Jason
- Antonio Casas – dziki członek bandy
- Rossella D’Aquino – Sandy[4][5]